# Operation Mandrel
Die Operation Mandrel war eine Serie von 53 US-amerikanischen Kernwaffentests, die 1969 und 1970 hauptsächlich auf der Nevada Test Site in Nevada durchgeführt wurde. Lediglich die Tests Rulison und Milrow fanden in Grand Valley, Colorado beziehungsweise Amchitka, Alaska statt.

## Die einzelnen Tests der Mandrel-Serie
| #  | Bombe                                     | Datum / Zeit (GMT)           | Testgelände                                 | Testart | Sprengkraft                               | Anmerkungen                                                                                             |
| -- | ----------------------------------------- | ---------------------------- | ------------------------------------------- | ------- | ----------------------------------------- | --- |
| 1  | Ildrim                                    | 16. Juli 1969 13:02 Uhr      | Area 2au                                    | Schacht | 20 bis 200 kT                             | |
| 2  | Hutch                                     | 16. Juli 1969 14:55 Uhr      | Area 2df                                    | Schacht | 20 bis 200 kT                             | |
| 3  | Spider-A Spider-B                         | 14. August 1969 14:30 Uhr    | Area 2bp1 Area 2bp2                         | Schacht | <20 kT <20 kT                             | Simultanzündung verschiedener Bomben in verschiedenen Schächten                                         |
| 4  | Pliers                                    | 27. August 1969 13:45 Uhr    | Area 3gn                                    | Schacht | <20 kT                                    | |
| 5  | Horehound                                 | 27. August 1969 13:45 Uhr    | Area 3gm                                    | Schacht | <20 kT                                    | |
| 6  | Rulison                                   | 10. September 1969 21:00 Uhr | Grand Valley                                | Schacht | 40 kT                                     | Test im Rahmen der Operation Plowshare                                                                  |
| 7  | Minute Steak                              | 12. September 1969 18:02 Uhr | Area 11f                                    | Schacht | <20 kT                                    | |
| 8  | Jorum                                     | 16. September 1969 14:30 Uhr | Area 20e                                    | Schacht | <1 MT                                     | |
| 9  | Kyack-A Kyack-B                           | 20. September 1969 14:30 Uhr | Area 2bq1 Area 2bq2                         | Schacht | <20 kT <20 kT                             | Simultanzündung verschiedener Bomben in verschiedenen Schächten                                         |
| 10 | Seaweed-C Seaweed-D Seaweed-E             | 1. Oktober 1969 14:30 Uhr    | Area 3hke Area 3hkf Area 3hkc               | Schacht | <20 kT <20 kT <20 kT                      | Simultanzündung verschiedener Bomben in verschiedenen Schächten                                         |
| 11 | Milrow                                    | 2. Oktober 1969 22:06 Uhr    | Amchitka, Alaska                            | Schacht | ca. 1 MT                                  | |
| 12 | Pipkin                                    | 8. Oktober 1969 14:30 Uhr    | Area 20b                                    | Schacht | 200 bis 1000 kT                           | |
| 13 | Seaweed B                                 | 16. Oktober 1969 14:00 Uhr   | Area 3hkd                                   | Schacht | <20 kT                                    | |
| 14 | Cruet                                     | 29. Oktober 1969 19:30 Uhr   | Area 2cn                                    | Schacht | 11 kT                                     | |
| 15 | Pod-A Pod-B Pod-C Pod-D                   | 29. Oktober 1969 20:00 Uhr   | Area 2ch Area 2ci Area 2cj Area 2ck         | Schacht | 16,7 kT (Total)                           | Simultanzündung verschiedener Bomben in verschiedenen Schächten                                         |
| 16 | Calabash                                  | 29. Oktober 1969 22:01 Uhr   | Area 2av                                    | Schacht | 110 kT                                    | |
| 17 | Scuttle                                   | 13. November 1969 15:15 Uhr  | Area 2bh                                    | Schacht | 1,7 kT                                    | |
| 18 | Piccalilli                                | 21. November 1969 14:52 Uhr  | Area 3fc                                    | Schacht | 20 bis 200 kT                             | |
| 19 | Planer                                    | 21. November 1969 14:52 Uhr  | Area 3el                                    | Schacht | <20 kT                                    | |
| 20 | Diesel Train                              | 5. Dezember 1969 17:00 Uhr   | Area 12e.11                                 | Tunnel  | <20 kT                                    | |
| 21 | Culantro-A Culantro-B                     | 10. Dezember 1969 15:00 Uhr  | Area 3hia Area 3hib                         | Schacht | <20 kT <20 kT                             | Simultanzündung verschiedener Bomben in verschiedenen Schächten                                         |
| 22 | Tun-A Tun-B Tun-C Tun-D                   | 10. Dezember 1969 15:30 Uhr  | Area 10am1 Area 10am2 Area 10am3 Area 10am4 | Schacht | <20 kT <20 kT <20 kT <20 kT               | Simultanzündung verschiedener Bomben in verschiedenen Schächten                                         |
| 23 | Grape A                                   | 17. Dezember 1969 15:00 Uhr  | Area 7s                                     | Schacht | 20 bis 200 kT                             | |
| 24 | Lovage                                    | 17. Dezember 1969 15:15 Uhr  | Area 3fe                                    | Schacht | <20 kT                                    | |
| 25 | Terrine-White Terrine-Yellow              | 18. Dezember 1969 19:00 Uhr  | Area 9bi1 Area 9bi2                         | Schacht | 20 bis 200 kT 20 bis 200 kT               | Simultanzündung verschiedener Bomben in verschiedenen Schächten                                         |
| 26 | Fob-Green Fob-Red Fob-Blue                | 23. Januar 1970 16:30 Uhr    | Area 9iv27 Area 9iv24 Area 9iy27            | Schacht | <20 kT <20 kT <20 kT                      | Simultanzündung verschiedener Bomben in verschiedenen Schächten                                         |
| 27 | Ajo                                       | 30. Januar 1970 17:00 Uhr    | Area 3gd                                    | Schacht | <20 kT                                    | |
| 28 | Grape B                                   | 4. Februar 1970 17:00 Uhr    | Area 7v                                     | Schacht | 20 bis 200 kT                             | |
| 29 | Belen                                     | 4. Februar 1970 17:00 Uhr    | Area 3br                                    | Schacht | 20 bis 200 kT                             | |
| 30 | Labis                                     | 5. Februar 1970 15:00 Uhr    | Area 10an                                   | Schacht | 25 kT                                     | |
| 31 | Diana Mist                                | 11. Februar 1970 19:15 Uhr   | Area 12n.06                                 | Tunnel  | <20 kT                                    | |
| 32 | Cumarin                                   | 25. Februar 1970 14:28 Uhr   | Area 3gz                                    | Schacht | 20 bis 200 kT                             | |
| 33 | Yannigan-Red Yannigan-Blue Yannigan-White | 26. Februar 1970 15:30 Uhr   | Area 2ay1 Area 2ay3 Area 2ay2               | Schacht | 20 bis 200 kT 20 bis 200 kT 20 bis 200 kT | Simultanzündung verschiedener Bomben in verschiedenen Schächten                                         |
| 34 | Cyathus                                   | 6. März 1970 14:24 Uhr       | Area 8b                                     | Schacht | 8,7 kT                                    | |
| 35 | Arabis-Red Arabis-Green Arabis-Blue       | 6. März 1970 15:00 Uhr       | Area 9itsv26 Area 9itsx28 Area 9itsz26      | Schacht | <20 kT <20 kT <20 kT                      | Simultanzündung verschiedener Bomben in verschiedenen Schächten                                         |
| 36 | Jal                                       | 19. März 1970 14:03 Uhr      | Area 3hh                                    | Schacht | <20 kT                                    | |
| 37 | Shaper                                    | 23. März 1970 23:05 Uhr      | Area 7r                                     | Schacht | 20 bis 200 kT                             | |
| 38 | Handley                                   | 26. März 1970 19:00 Uhr      | Area 20m                                    | Schacht | >1 MT                                     | |
| 39 | Snubber                                   | 21. April 1970 14:30 Uhr     | Area 3ev2s                                  | Schacht | 12,7 kT                                   | |
| 40 | Can-Green Can-Red                         | 21. April 1970 15:00 Uhr     | Area 2dd1 Area 2dd4                         | Schacht | 20 bis 200 kT 20 bis 200 kT               | Simultanzündung verschiedener Bomben in verschiedenen Schächten                                         |
| 41 | Beebalm                                   | 1. Mai 1970 14:13 Uhr        | Area 3fn                                    | Schacht | <20 kT                                    | |
| 42 | Hod-A (Green) Hod-B (Red)                 | 1. Mai 1970 14:40 Uhr        | Area 9itsx23 Area 9itsx20                   | Schacht | <20 kT <20 kT                             | Simultanzündung verschiedener Bomben in verschiedenen Schächten                                         |
| 43 | Hod-C (Blue)                              | 1. Mai 1970 14:25 Uhr        | Area 9iz25                                  | Schacht | <20 kT                                    | |
| 44 | Mint Leaf                                 | 5. Mai 1970 15:30 Uhr        | Area 12t.01                                 | Tunnel  | <20 kT                                    | |
| 45 | Diamond Dust                              | 12. Mai 1970 14:00 Uhr       | Area 16a.05                                 | Tunnel  | <20 kT                                    | |
| 46 | Cornice-Yellow Cornice-Green              | 15. Mai 1970 13:30 Uhr       | Area 10ap1 Area 10ap3                       | Schacht | 20 bis 200 kT 20 bis 200 kT               | Simultanzündung verschiedener Bomben in verschiedenen Schächten                                         |
| 47 | Manzanas                                  | 21. Mai 1970 14:00 Uhr       | Area 3gr                                    | Schacht | <20 kT                                    | |
| 48 | Morrones                                  | 21. Mai 1970 14:15 Uhr       | Area 3ei                                    | Schacht | 20 bis 200 kT                             | |
| 49 | Hudson Moon                               | 26. Mai 1970 14:16 Uhr       | Area 12e.12                                 | Tunnel  | <20 kT                                    | |
| 50 | Flask-Green Flask-Yellow Flask-Red        | 26. Mai 1970 15:00 Uhr       | Area 2az1 Area 2az2 Area 2az3               | Schacht | 105 kT 90 T 35 T                          | Simultanzündung verschiedener Bomben in verschiedenen Schächten; Test im Rahmen der Operation Plowshare |
| 51 | Piton-C                                   | 28. Mai 1970 11:45 Uhr       | Area 9itsaa25                               | Schacht | <20 kT                                    | |
| 52 | Piton-A Piton-B                           | 28. Mai 1970 12:00 Uhr       | Area 9itsy30 Area 9itsx27                   | Schacht | <20 kT <20 kT                             | Simultanzündung verschiedener Bomben in verschiedenen Schächten                                         |
| 53 | Arnica-Yellow Arnica-Violet               | 26. Juni 1970 13:00 Uhr      | Area 2dd2 Area 2dd3                         | Schacht | <20 kT <20 kT                             | Simultanzündung verschiedener Bomben in verschiedenen Schächten                                         |